# 沈治平
沈治平（1915年—2010年4月14日）是一位中国营养学家。

## 生平
1915年出生于江蘇泰縣薑堰，1938年畢業于国立中央大学農業化學系。1948年在美國俄勒冈州立大学學習，1950年獲碩士學位。回國後在中央衛生研究院（中國預防醫學科學研究院前身）營養系从事研究工作。曾任中國醫學科學院營養學系教授、中國預防醫學科學院營養與食品衛生研究所研究員。中國營養學會第一屆理事長。
2010年4月14日在北京友谊医院逝世，享年95岁。